# Försvarsstaben
Försvarsstaben (Fst) är en högre ledningsstab inom svenska Försvarsmakten som verkade åren 1937–1994 och återigen från 2023. Förbandsledningen är förlagd i Stockholms garnison i Stockholm.

## Historia
Försvarsstaben tillkom 1 juli 1937 med uppgift att planlägga rikets försvarsmedels användande och utföra det för försvarsgrenarna gemensamma krigsförberedelsearbetet samt verka för enhetlighet och samverkan försvarsgrenarna emellan. Den 1 juli 1994 omorganiserades försvarsmaktens ledning, och de tre försvarsgrensstaberna försvann och det nyinrättade Högkvarteret övertog uppgifterna. 
I samband med Försvarsmaktens budgetunderlag för 2023, föreslogs att ledningsstaben och produktionsledningen skulle avvecklas och istället ersätts den 1 januari 2023 av en försvarsstab (FST), som en del av Högkvarteret.

## Verksamhet
Försvarsstaben (Fst) bildades 1937 och var den svenska överbefälhavarens ledningsorgan i fred. Försvarsstaben organiserades på tio avdelningar: arméoperations-, marinoperations-, flygoperations-, signaltjänst-, krypto-, luftförsvars-, kommunikations-, underrättelse-, krigshistorisk och fotoavdelning. Därefter kom den att genomgå ett antal omorganisationer innan den avvecklades den 30 juni 1994.
Från den 1 januari 2023 utgör Försvarsstaben överbefälhavarens stabsorgan och ledningsresurs för militärstrategisk ledning, uppdragsdialog och rapportering till regeringen, samt ansvara för krigsorganisationens förmåga, tillgänglighet och beredskap. Det senare med stöd av försvarsgrenscheferna och försvarsgrensstaberna.

## Förläggningar och övningsplatser
Huvuddelen av Försvarsstaben  var belägen i byggnaden Generalitetshuset på Östermalmsgatan 87. År 1981 flyttades staben till den då nyuppförda byggnaden "Bastionen" vid Lidingövägen 24 i Stockholm, vilken sedan 1994 Högkvarteret är förlagd till.

## Heraldik och traditioner
Försvarsstaben delar heraldik och traditioner, vilket bland annat innebär att man har delar marscherna, samt heraldiskt vapen.

## Förbandschefer
Åren 1936–1970 var chefen för försvarsstaben arméofficer. Bo Westin blev 1970 den första chefen som inte hade sin bakgrund i armén. Owe Wiktorin var den första chefen för försvarsstaben med bakgrund ur flygvapnet.

### Chef för försvarsstaben
- 1936–1939: Generalmajor Olof Thörnell [b]
- 1939–1941: Generalmajor Axel Rappe [c]
- 1941–1942: Överste Samuel Lars Åkerhielm [d]
- 1942–1945: Generalmajor Axel Bredberg [e]
- 1945–1947: Generalmajor Carl August Ehrensvärd [f]
- 1947–1951: Generalmajor Nils Swedlund [g]
- 1951–1957: Generalmajor Richard Åkerman [h]
- 1957–1961: Generalmajor Curt Göransson [i]
- 1961–1967: Generalmajor Carl Eric Almgren [j]
- 1967–1970: Generallöjtnant Stig Synnergren [k]
- 1970–1972: Generallöjtnant Bo Westin [l]
- 1972–1976: Generallöjtnant Gunnar Eklund [m]
- 1976–1978: Generallöjtnant Lennart Ljung [n]
- 1978–1982: Viceamiral Bengt Schuback [o]
- 1982–1987: Viceamiral Bror Stefenson [p]
- 1987–1991: Generallöjtnant Torsten Engberg [q]
- 1991–1992: Generallöjtnant Owe Wiktorin [r]
- 1992–1994: Viceamiral Peter Nordbeck [s]
- 1994–2022: Ej aktivt [t]
- 2023–2024: Generallöjtnant Michael Claesson [u]
- 2024–20xx: Generallöjtnant Carl-Johan Edström [v]

### Stabschefer
- 1936–1994: ???
- 1994–2022: Ej aktivt [w]
- 2023–2024: ???
- 2024–20xx: Överste Markus Höök [x]

## Namn, beteckning och förläggningsort
| Försvarsstaben | 1937-07-01 | – | 1994-06-30 |
| Försvarsstaben | 2023-01-01 | – |            |

| Fst | 1937-07-01 | – | 1994-06-30 |
| FST | 2023-01-01 | – |            |

| Stockholms garnison (F) | 1937-07-01 | – | 1994-06-30 |
| Stockholms garnison (F) | 2023-01-01 | – |            |

## Galleri

Gamla militarstabsbyggnaden på Östermalmsgatan 87
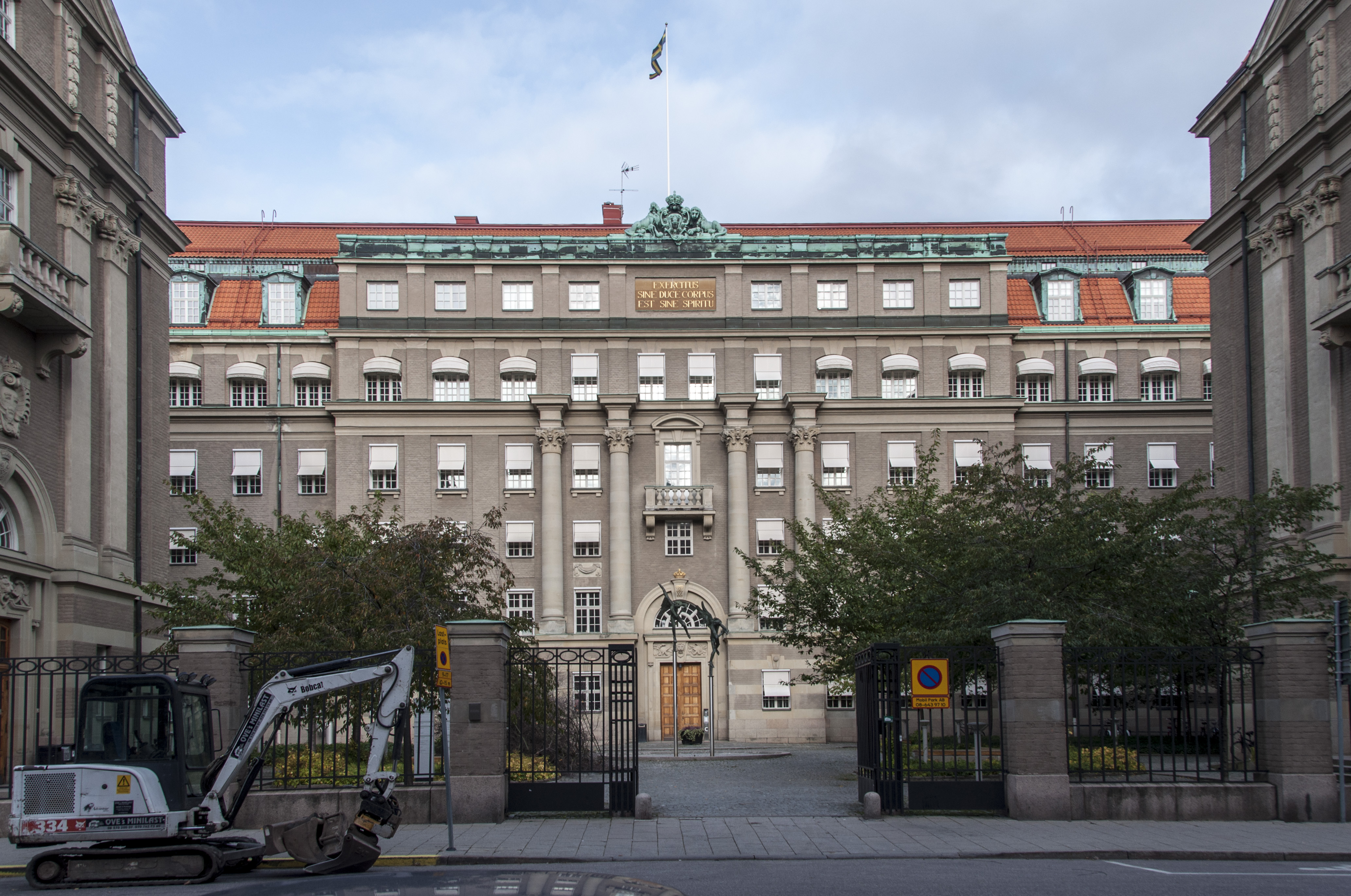
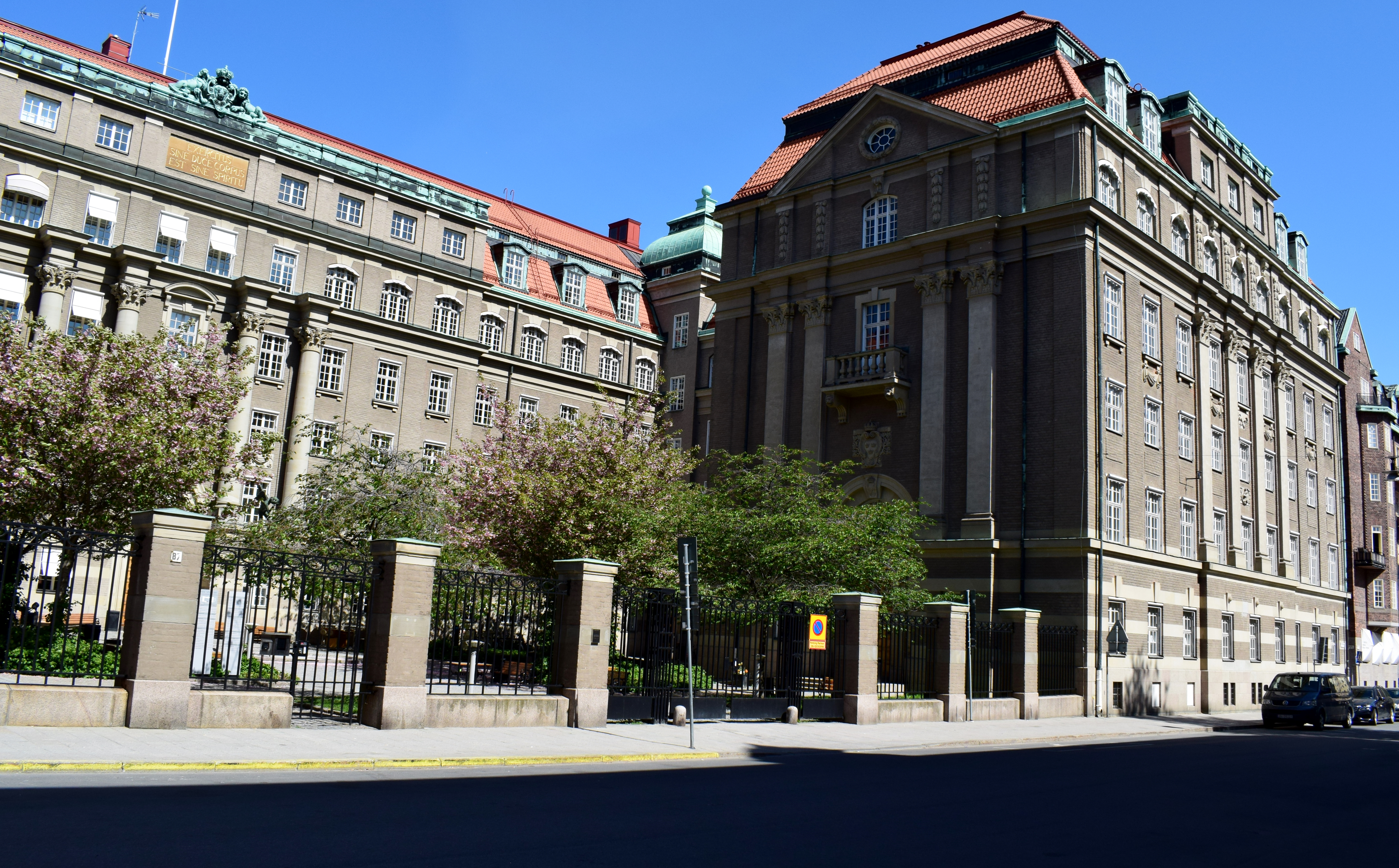
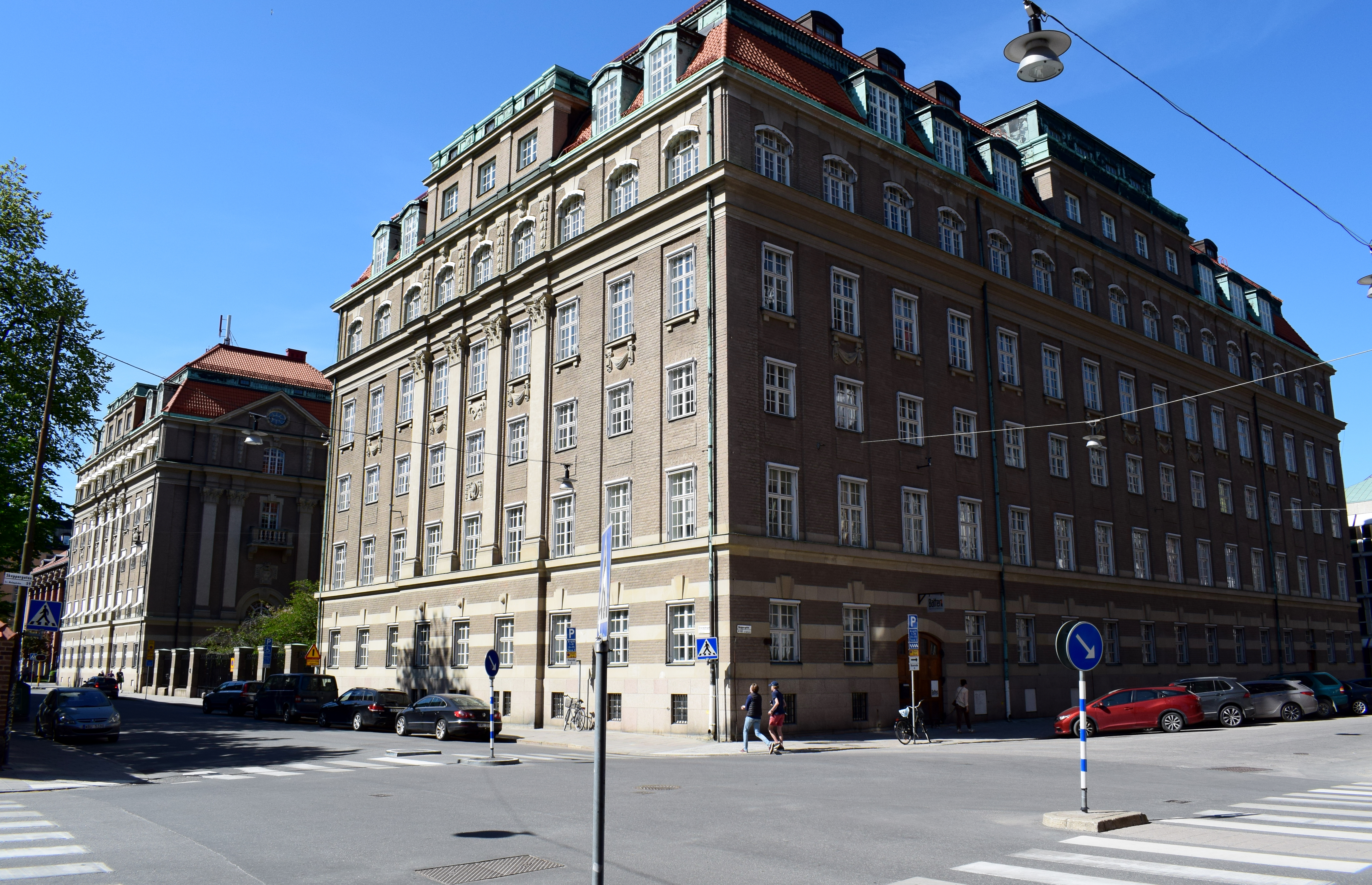
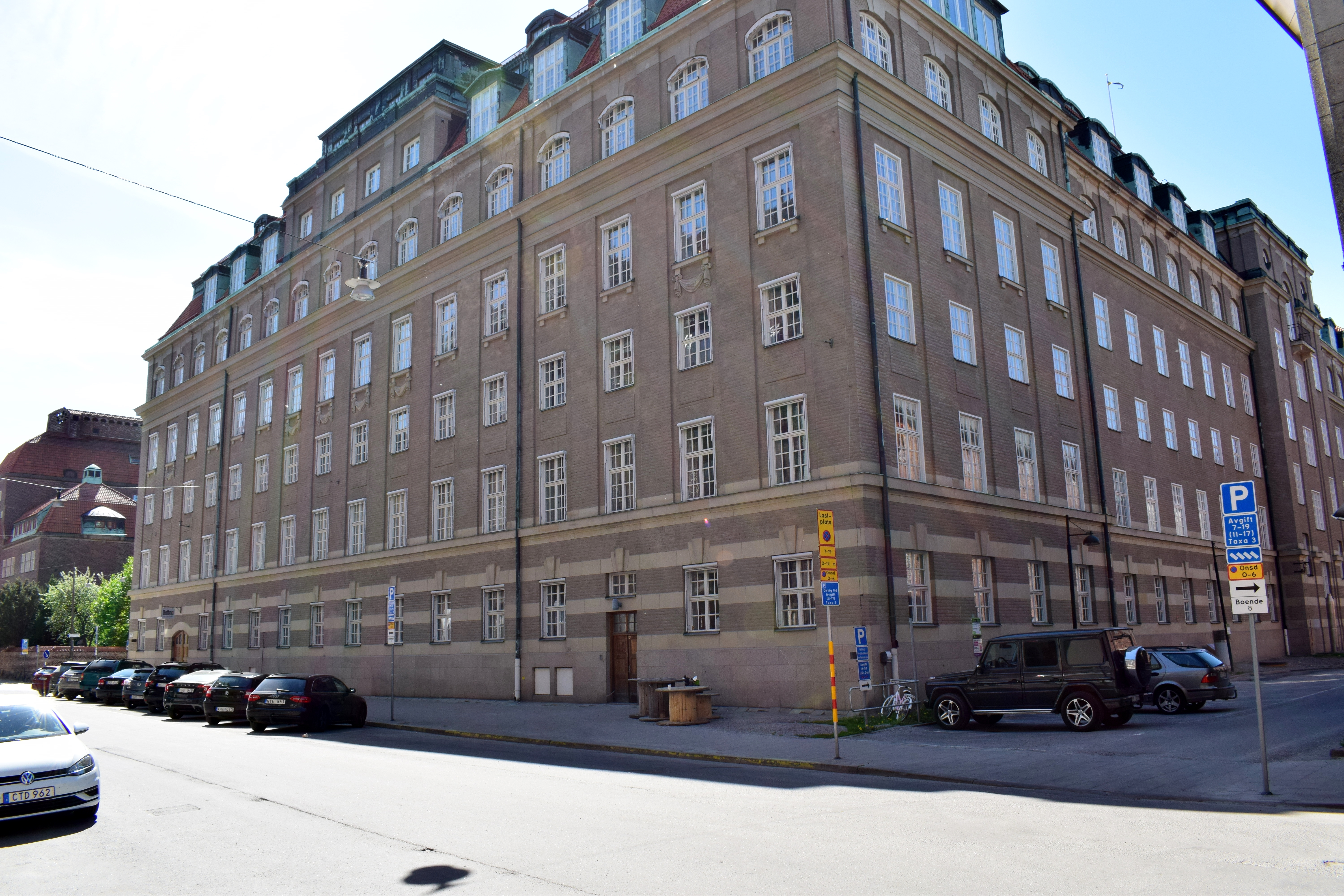